# Лохнер, Рудольф
Рудольф «Руди» Лохнер (нем. Rudolf Lochner, 29 марта 1953, Берхтесгаден, Бавария) — немецкий бобслеист, пилот, выступавший за сборную Германии в конце 1980-х — начале 1990-х годов. Участник двух зимних Олимпийских игр, серебряный призёр Альбервиля, чемпион мира, обладатель бронзы Кубка мира.

## Биография
Рудольф Лохнер родился 29 марта 1953 года в коммуне Берхтесгаден, земля Бавария. Выступать в бобслее на профессиональном уровне начал в середине 1980-х годов и с самого начала стал показывать неплохие результаты, попал в качестве пилота в национальную команду Германии.
Основные успехи в карьере Лохнера связаны с партнёром-разгоняющим Маркусом Циммерманом, вместе они ездили на Игры 1992 года в Альбервиль и завоевали серебряные медали в программе двухместных экипажей. На Играх 1994 года в Лиллехаммере уже не смогли добраться до призовых позиций, оказавшись по итогам всех заездов на четвёртом месте.
Помимо всего прочего, Рудольф Лохнер имеет в послужном списке золотую награду чемпионата мира 1991 года, состоявшегося в Альтенберге. По результатам сезона 1991/92 он занял в общем зачёте Кубка мира третье место. Со временем Лохнеру становилось всё труднее и труднее конкурировать с молодыми немецкими бобслеистами, поэтому в 1994 году он принял решение завершить карьеру профессионального спортсмена, уступив место перспективному пилоту Кристофу Лангену.